# 不動產投資信託
不動產投資信託（英語：Real Estate Investment Trust，縮寫：REIT，IPA：/ɹit/）又稱房产信托、地产信托；是一種類似封閉式共同基金，但投資標的物為不動產的投資工具。投資信託由美國國會於1960年創造，主要是藉由不動產的證券化及許多投資人的資金集資，使沒有龐大資本的一般投資人也能以較低門檻參與不動產市場，獲得不動產市場交易、租金與增值所帶來的獲利。同時投資人又不需要實質持有不動產標的，並可在證券市場交易，因此市場流通性優於不動產。
不動產投資信託的特點是信託主要收入來自租金，因此收益較為穩定，而信託亦必須將未來絕大部分的盈餘用作派息。正因如此，不動產投資信託的派息率遠高於市面一般股票。
據一般觀察，不動產投資信託的風險與報酬約居於股票與公債之間。不動產投資信託同時投資多項不動產標的，可分散風險。而另一方面由於其不動產的特性，也使得不動產投資信託在對抗通貨膨脹時特別有利。
投資不動產投資信託時，應留意景氣及區位等因素將影響空置率的高低、經營者的經營管理策略及是否善儘管理責任、承租戶是否正常繳納租金，以判斷收益分配及REITs淨值及股價是否將受到影響。並觀察歷史成交股價，以較低持有成本獲取較高年化利率。預測不動產投資信託的價格有很多種方法如GDMH 

## 香港房地產信託基金
- 港交所：0405 越秀房地產投資信託基金
- 港交所：0435 陽光房地產投資信託基金
- 港交所：0625 睿富中國商業房地產投資信託基金 （已停牌，準備除牌）
- 港交所：0778 置富產業信託
- 港交所：0808 泓富產業信託
- 港交所：0823 領展房地產投資信託基金
- 港交所：1275 開元產業信託
- 港交所：1426 春泉產業信託
- 港交所：1881 富豪產業信託
- 港交所：2778 冠君產業信託
- 港交所：87001 匯賢產業信託（採用人民幣計價、發行以及派息）

## 新加坡不動產投資信託
- SGX：AU8U 凱德商用中國信託
- SGX：AW9U 先鋒醫療產業信託
- SGX：C38U 凱德商用新加坡信託
- SGX：F25 置富產業信託
- SGX：F3EU Indiabulls 房產信託
- SGX：K2LU 凱詩物流信託
- SGX：K71U K信託亞洲
- SGX：N9LU 鵬瑞利中國商用信託
- SGX：RW0U 豐樹大中華商業信託

## 马来西亚不動產投資信託
2005年推出REITs，以購物廣場及辦公大樓組成組合資產。

## 日本不動產投資信託
日本是亞洲第一個推行REIT的國家，2001年9月日本建物基金投資法人、日本不動產投資法人在東京證券交易所上市，開始了J-REIT市場。日本在2010年10月5日宣布第一波量化寬鬆政策，日本銀行（央行）擬購買日本不動產投資信託基金，將激勵日本不動產價格上揚。

## 中华人民共和国不動產投資信託
上海证券交易所和深圳证券交易所已于2021年6月21日首批公开分别上市5只和4只基础设施公募REITs产品。
上海证券交易所：
- 508000: 华安张江光大 （页面存档备份，存于）
- 508001: 浙商沪杭甬 （页面存档备份，存于）
- 508006: 首创水务 （页面存档备份，存于）
- 508027: 东吴苏园 （页面存档备份，存于）
- 508056: 中金普洛斯 （页面存档备份，存于）

深圳证券交易所:
- 180801: 中航首钢绿能 （页面存档备份，存于）
- 180101: 蛇口产园 （页面存档备份，存于）
- 180201: 平安广州广河 （页面存档备份，存于）
- 180301: 红土盐港 （页面存档备份，存于）

## REIT和REAT
REIT是先向投資人募集資金，再用以投資不動產。REIT具有所有權，平時收取租金並定期分配現金股利給投資人，若處分不動產則收益或損失都歸投資人。
REAT是指不動產資產信託（Real Estate Asset Trust），方式是先將不動產交付信託，再將不動產分為小單位的受益憑證售予投資人。REAT是債權，投資人擁有的權利是定期取得利息及到期收回本金，相關不動產所有權仍在原REAT的發行單位。

## REIT基金
REIT基金是指以不動產證券化商品為投資標的的共同基金，包含REITs、商业地产抵押贷款支持证券、商業不動產擔保債務憑證。

## 不動產投資信託公司
- 通用成長公司（General Growth Properties）
- 米爾斯公司

## 外部連結
- （繁體中文）REITs－穩健投資的另類選擇
- （繁體中文）買REITs 當商辦包租公
- 寧買REITs 不買出租物業
- National Association of Real Estate Trusts（页面存档备份，存于）
- .   [2016-06-08]. （原始内容存档于2016-07-01） （英语）.（繁體中文）